# Obsjtina Momtjilgrad
Obsjtina Momtjilgrad (bulgariska: Община Момчилград) är en kommun i Bulgarien.   Den ligger i regionen Kărdzjali, i den södra delen av landet, 220 km sydost om huvudstaden Sofia.
Obsjtina Momtjilgrad delas in i:
- Bagrjanka
- Bivoljane
- Vrelo
- Gruevo
- Dzjelepsko
- Zagorsko
- Zvezdel
- Karamfil
- Kontje
- Lale
- Nanovitsa
- Neofit Bozvelievo
- Pijavets
- Ptitjar
- Raven
- Sedeftje
- Sedlari
- Sindeltsi
- Sokolino
- Tjajka
- Tjukovo
- Vărchari
- Postnik
- Austa
- Pazartsi

Följande samhällen finns i Obsjtina Momtjilgrad:
- Momtjilgrad
- Tatul